# Mont-Roc
Mont-Roc település Franciaországban, Tarn megyében. Lakosainak száma 192 fő (2022. január 1.). Mont-Roc Teillet, Arifat, Rayssac és Terre-de-Bancalié községekkel határos.

## Népesség
A település népességének változása:
| Lakosok száma | 188  | 194  | 199  | 190  | 188  | 188  | 187  | 187  | 192  |
|               | 2013 | 2015 | 2016 | 2017 | 2018 | 2019 | 2020 | 2021 | 2022 |